# NexTone
株式会社NexTone（ネクストーン、英語: NexTone Inc.）は、日本の著作権管理団体の一つ。楽曲の著作権者と利用者との間に立ち、音楽著作物やコンテンツを管理することだけにとどまらず、デジタルコンテンツディストリビューション業務やキャスティング事業等による楽曲の利用促進や、システム開発、音楽出版社向けサービスを推進する。本社は東京都渋谷区にあり、筆頭株主は日本マスタートラスト信託銀行株式会社。

## 来歴
2001年の著作権等管理事業法の施行をうけて、それまで日本音楽著作権協会（JASRAC）が独占していた音楽著作権管理事業に参入した。
2016年2月1日付で、ジャパン・ライツ・クリアランスと合併し、株式会社イーライセンスから株式会社NexToneに商号変更した。
2020年3月30日付で、東京証券取引所マザーズに上場した（証券コード: 7094）。
2021年11月12日、デジタルコンテンツディストリビューション業務において、YouTubeの推奨配信会社パートナーとなる。
2021年11月18日、NexToneはフランスの著作権管理団体である作家作曲家音楽出版社協会 (SACEM)、録音複製権管理協会 (SDRM) およびIMPEL Collective Management Limited (IMPEL) と、NexTone管理作品の日本国外での利用における著作権使用料の徴収に関する徴収代行契約を締結したことを発表した。
2023年9月28日、NexToneは株式会社レコチョクと資本業務提携を行ったことを発表した。

## 主な事業

### 著作権管理事業
著作権管理事業者として、コンポーザーや音楽出版社など著作権者からの委託を受け、使用の許諾、使用料の徴収・分配を行う。

### デジタルコンテンツディストリビューション事業
音楽を中心としたデジタルコンテンツを国内外の配信事業者へ販売するアグリゲーションを行う。

### キャスティング・コンサルティング事業
一般企業や広告代理店など、利用者からのニーズに答えた各種キャスティング業務、またあらゆる状況に応じた著作権コンサル業務、教育・研修業務も行う。

## 事業所
- 東京都渋谷区恵比寿4-20-3　恵比寿ガーデンプレイスタワー10F

## グループ会社
出典:
- 株式会社NexToneシステムズ
- 株式会社MCJP
- 株式会社レコチョク